# Turi (Azuay)
Turi ist ein südlicher Vorort der Provinzhauptstadt Cuenca und eine Parroquia rural („ländliches Kirchspiel“) im Kanton Cuenca der ecuadorianischen Provinz Azuay. Die Parroquia besitzt eine Fläche von 26,82 km². Die Einwohnerzahl betrug im Jahr 2010 8964. Die Parroquia wurde am 5. Februar 1853, gegründet.

## Lage
Die Parroquia Turi liegt im Hügelland südlich von Cuenca. Der Hauptort Turi liegt 3 km südlich vom historischen Stadtzentrum von Cuenca auf einer 2660 m hohen Anhöhe oberhalb des Río Tarqui. Vom "Mirador de Turi" („Aussichtspunkt von Turi“) überblickt man die Großstadt Cuenca. Dort befindet sich auch die Kirche "Nuestra Señora de La Merced de Turi". Im Westen wird das Areal von dem nach Norden fließenden Río Tarqui begrenzt, im Norden von der Fernstraße E35, der südlichen Stadtumgehung von Cuenca.
Die Parroquia Turi grenzt im Norden an die Parroquias urbanas Yanuncay und Huayna Cápac, im Osten an die Parroquia El Valle, im Süden an die Parroquia Tarqui sowie im Westen an die Parroquia Baños.